# St Paul's Suite
La St Paul's Suite en do major (op. 29, núm. 2), originalment titulada simplement Suite en do major, és una obra popular per a orquestra de corda del compositor anglès Gustav Holst. Acabada el 1913, però no publicada fins al 1922 a causa de revisions, pren el nom de la St Paul's Girls's School a Hammersmith, Londres. Holst va exercir com a "mestre de música" de l'escola del 1905 al 1934 i va estar agraït a l'escola per haver-li construït un estudi insonoritzat. La suite és una de les moltes peces que va escriure per a les estudiants de l'escola.

## Estructura
La suite consta de quatre moviments⁣:
1. Jig: Vivace
2. Ostinato: Presto
3. Intermezzo: Andante con moto
4. Finale (The Dargason): Allegro

Una actuació típica dura 13 minuts.

## Anàlisi

### I. Jig
Audio playback is not supported in your browser. You can download the audio file.
Inici del primer moviment
El jig s'introdueix alternant el temps de 6/8 i 9/8. A continuació, s'introdueix un tema contrastat, que més tard es barreja amb la plantilla original.

### II. Ostinato
Audio playback is not supported in your browser. You can download the audio file.
Tema principal del segon moviment
El moviment comença amb un ostinato interpretat pels segons violins. El tema principal és introduït pel violí solista, mentre els segons violins van alternant l'⁣ostinato.

### III. Intermezzo
Audio playback is not supported in your browser. You can download the audio file.
El moviment va ser originalment anomenat "Dansa" al manuscrit. El tema principal és introduït pel violí solista amb un arranjament d'acords en pizzicato. La viola solista s'uneix aleshores al violí en un duet. Finalment, la melodia s'interpreta en un quartet de solistes.

### IV. Final (The Dargason)
Audio playback is not supported in your browser. You can download the audio file.
Inici del quart moviment
El finale va ser arranjat a partir de la "Fantasia sobre el Dargason" de la Segona Suite en fa per a banda militar de Holst. La cançó popular titular Dargason s'escolta a la introducció suau. ''Dargason'' és seguit per ''Greensleeves'' interpretat amb violoncels. Les dues cançons populars es toquen juntes fins al final del moviment.

## Enregistraments
Roy Goodman i la New Queen's Hall Orchestra van enregistrar la suite el 1997.